# Comuna Brăești, Buzău
Brăești este o comună în județul Buzău, Muntenia, România, formată din satele Brăești (reședința), Brătilești, Goidești, Ivănețu, Pârscovelu, Pinu și Ruginoasa. Comuna se învecinează cu comuna Chiliile la est, la sud și sud-vest cu comunele Odăile, respectiv Bozioru, la nord-vest cu Gura Teghii și cu comuna Lopătari la nord-est. În vecinătatea localității Brăești se află mănăstirea Pinul.

## Geografie

### Așezare
Aflată în zona montană din nord-vestul județului, în zona masivelor muntoase din Carpații de Curbură, în Munții Buzăului, comuna este dispusă pe cursul superior al Bălănesei, satele fiind aflate în vale sau pe dealurile ce duc spre culmea Ivănețu (1.191 m). Principala cale de comunicație a comunei o constituie șoseaua județeană DJ203L care o leagă spre sud de DN10 la Pârscov, și mai departe de Buzău; în nordul comunei, această șosea se termină în DJ203K, drum din aceeași categorie ce duce spre Lopătari înspre est și spre Gura Teghii înspre vest.

### Condiții hidrografice
Înainte de a străbate comuna Brăești, pârâul Bălăneasa și-a săpat albia în gresia dealurilor Leordețului. Apoi străbate Odăile, Bozioru și Cozieni urmând ca în comuna Pârscov să se verse în râul Buzău, cea mai mare apă din regiunea Subcarpaților de curbură.
Afluent al Bălănesei, Pârscovelul (apă dulce) curge prin satul Ruginoasa și are numeroși afluenți feruginoși și sulfuroși.

## Demografie
Componența etnică a comunei Brăești
     Români (93,1%)
     Alte etnii (0%)
     Necunoscută (6,9%)
Componența confesională a comunei Brăești
     Ortodocși (93%)
     Alte religii (0%)
     Necunoscută (7%)
Conform recensământului efectuat în 2021, populația comunei Brăești se ridică la 2.057 de locuitori, în scădere față de recensământul anterior din 2011, când fuseseră înregistrați 2.399 de locuitori. Majoritatea locuitorilor sunt români (93,1%), iar pentru 6,9% nu se cunoaște apartenența etnică. Din punct de vedere confesional, majoritatea locuitorilor sunt ortodocși (93%), iar pentru 7% nu se cunoaște apartenența confesională.

## Politică și administrație
Comuna Brăești este administrată de un primar și un consiliu local compus din 11 consilieri. Primarul, Gheorghe Negoiță[*], de la Partidul Social Democrat, este în funcție din octombrie 2020. Începând cu alegerile locale din 2024, consiliul local are următoarea componență pe partide politice:
|  | Partid                    | Consilieri | Componența Consiliului | Componența Consiliului | Componența Consiliului | Componența Consiliului | Componența Consiliului | Componența Consiliului | Componența Consiliului | Componența Consiliului |
|  | ------------------------- | ---------- | ---------------------- | ---------------------- | ---------------------- | ---------------------- | ---------------------- | ---------------------- | ---------------------- | ---------------------- |
|  | Partidul Social Democrat  | 8          |                        |                        |                        |                        |                        |                        |                        |                        |
|  | Partidul Național Liberal | 3          |                        |                        |                        |                        |                        |                        |                        |                        |

## Istorie
Primele urme de locuire datează din epoca bronzului. Însă prima atestare documentară este din anul 1538, de la Radu Paisie, „[...] care întărește slugilor Stănilă, Șteful, Neagoe, Badea, Stanislav și Stan stăpânirea moșiei Zărneasca”. În timpurile ce au urmat, datorită persecuțiilor, o parte din locuitorii Transilvaniei a trecut Carpații și s-au așezat pe aceste meleaguri. Satul Pinu este atestat documentar în anul 1582, printr-un hrisov semnat de Mihnea turcitul.
În comuna Brăești se mai păstrează și astăzi denumirile așezării grupate a familiilor: Croitorii, Popoiegii, Podoșii, Ciuculanii, Vasilcarii, și Zigarii.
La sfârșitul secolului al XIX-lea, comuna Brăești făcea parte din plaiul Pârscov al județului Buzău, fiind formată din cătunele Brăești, Pinu și Ruginoasa, totalizând 1500 de locuitori. În comună funcționau 3 biserici ortodoxe (dintre care una a mănăstirii Pinu) și 8 mori de măcinat.
În aceeași perioadă, în zona înaltă a comunei mai era organizată și comuna Goidești, formată din satele Goidești, Brătilești, Fundata, Ivănețu (reședința comunei), Plaiu Nucului, Ploștina, Pistritu și Varlaam, ea întinzându-se mult spre nord, cuprinzând și nordul actualei comune Gura Teghii. Comuna Goidești avea 1370 de locuitori ce trăiau în 312 case; în ea funcționau 4 mori de apă, 3 pive, 2 dârste, o cășerie la Viforâta, 4 stâne mari de oi și 2 biserici.
În 1925, comuna Brăești avea aceleași trei sate, și în plus cătunul Piatra, comuna având o populație de 1798 de locuitori. În același timp, comuna Goidești avea satele Brătilești (noua reședință), Fundata, Goidești, Ivănețu, Plaiu Nucului, Ploștina, Varlaam și cătunul Pestrițu; populația ei era de 1850 de locuitori. În 1931, comuna Brăești apare consemnată ca având în plus și satul Dosu - Pârscovel acum (astăzi, Pârscovelu).
În 1950, comunele au făcut parte din raionul Cislău al regiunii Buzău și apoi (după 1952) al regiunii Ploiești. Înainte de 1968, comuna Goidești s-a desființat, fiind împărțită între comunele Gura Teghii (satul Varlaam și zona sa muntoasă a Masivului Penteleu), Lopătari și Brăești (restul așezărilor). Satul Piatra a fost desființat, o vreme pe teritoriul comunei Bozioru, acum dispărut fiind. În 1968, comuna Brăești a fost arondată județului Buzău, reînființat.

## Monumente istorice
În comuna Brăești există trei obiective clasificate în lista monumentelor istorice din județul Buzău ca monumente de interes local. Ruinele mănăstirii Pinu, datând din secolele al XVI-lea–al XVIII-lea, de lângă satul Pinu, lângă Izvorul Pinului, constituie un monument de tip sit arheologic. Celelalte două monumente sunt clasificate ca monumente de arhitectură: biserica de lemn „Adormirea Maicii Domnului”, cu clopotnița ei, din satul Ivănețu, datează din anii 1800–1820; celălalt este biserica de lemn „Sfântul Vasile” din satul Ruginoasa, cu clopotnița ei, ele datând din 1858.

## Învățământ
În comună sunt 8 instituții de învățământ: în satele Brăești și Brătilești 2 grădinițe și 2 școli cu ciclu gimnazial, iar la Ruginoasa și Goidești 2 școli cu ciclu I - IV și 2 grădinițe.